# ОШ „Обудовац” Обудовац
ОШ „Обудовац” је једна од основних школа на подручју општине Шамац. Налази се на адреси Обудовац бб у Обудовцу.

## Историјат
Прва школа у Обудовцу отворена је 1832. године и звала се: Српска школа Обудовац. Часови одржавани у једној приватној кући. Након двије деценије од оснивања школе или тачније 1853. изграђена је зграда прве школе у Обудовцу. Зграда прве школе саграђен је у дворишту цркве па је и његова судбина била везана за судбину тадашње цркве. Први учитељи су били свештена лица, а нешто касније, учитељи су долазили из других мјеста, посебно из Војводине. Тако је по гушењу Протине буне 1858, чије је средиште било у Обудовцу, зграда школе и црква спаљна од стране Турака у знак одмазде. На црквеном прагу, убијен је и учитељ Јово Туваљевић. Школа је обновљена 1863. године и поново је почела са радом. За вријеме аустроугарске окупације име школе је промијењено у Народну основну школу у Обудовцу. Овом наредбом почињу се грдити нове зграде за школе по посебним прописима. Током Другог свјетског рата школа је радила са прекидима. Након завршетка Другог свјетског рата, Државна народна школа у Обудовцу је поново почела да ради са 178 ученика.